# Camdenton
La ville de Camdenton est le siège du comté de Camden, situé dans l'État du Missouri, aux États-Unis. Lors du recensement de 2010, elle comptait 3 718 habitants.